# Əli Məsimov
Əli Əhməd oğlu Məsimov (Məsimli) (ur. 3 stycznia 1953 w Şəki) – azerski ekonomista, polityk, tymczasowy premier Azerbejdżanu od 26 stycznia do 28 kwietnia 1993.
W 1975 ukończył studia ekonomiczne na Azerskim Państwowym Uniwersytecie Ekonomicznym. W latach 1975–1976 odbył służbę wojskową, służąc w Kazachstanie. Kontynuował następnie studia doktoranckie na Akademii Nauk Azerbejdżańskiej SRR i od 1979 do 1980 na Akademii Nauk ZSRR w Moskwie, po których znalazł zatrudnienie w pierwszej instytucji. Jest autorem ponad 1200 publikacji naukowych.
Od grudnia 1991 pełnił różne funkcje w aparacie państwa: był dyrektorem departamentu koordynacji polityki ekonomicznej przy prezydencie, szefem komitetu ds. inwestycji zagranicznych, szefem komitetu planowania ekonomicznego, a następnie ministrem rozwoju ekonomicznego. Od stycznia do kwietnia 1993 tymczasowo sprawował funkcję premiera. Za swojej kadencji przygotowywał plany reform ekonomicznych, co nie powstrzymało częstych protestów społecznych oraz trwających walk o Górski Karabach. W lutym 1993 wojsko zmusiło do dymisji ministra obrony, w kwietniu permanentnym premierem mianowano Pənaha Hüseyna.
Później był jednym z założycieli funduszu wsparcia dla uchodźców i od 1993 do 2005 przewodniczył niezależnemu stowarzyszeniu ekonomistów. W 2004 był jednym ze współzałożycieli partii Unia Wolnych Demokratów W wyborach parlamentarnych z 2005 uzyskał mandat z ramienia opozycyjnego bloku YeS. Został członkiem stałej komisji parlamentarnej do spraw problemów ekonomicznych.
Jest żonaty, ma dwójkę dzieci. Zna język rosyjski.